# Turneul Campionilor la tenis 2015
Turneul Campionilor ATP la tenis 2015 (de asemenea, cunoscut sub numele de 2015 Barclays ATP World Tour Finals din motive de sponsorizare) este turneul de tenis masculin, care se joacă pe Arena O2 din Londra, Marea Britanie, între 15 și 22 noiembrie 2015. Acesta este turneul cu care se încheie sezonul se pentru cei mai buni jucători la simplu și la dublu din Circuitul ATP.

## Turneul
Turneul Campionilor ATP are loc în perioada 15-22 noiembrie, la Arena O2 din Londra, Marea Britanie. Este a 46-a ediție a turneului de simplu, a 41-a ediție a turneului la dublu. Turneul este organizat de către ATP și face parte din Circuitul ATP 2015. Evenimentul are loc pe suprafață dură de interior. Cei opt jucători care se califica pentru turneu sunt împărțiți în două grupe de câte patru. În timpul acestei etape, jucătorii concurează într-un format grupă (adică jucătorii vor juca împotriva tuturor celorlalți jucători din grupa lor). Cei doi jucători cu cele mai bune rezultate din fiecare grupă se califică în semifinale, unde câștigătorii grupelor se confruntă cu ocupanții locului doi din cealaltă grupă. Această etapă este una eliminatorie. Concursul de dublu folosește același format.

### Format
Turneul Campionilor ATP are un format de grupă, cu opt jucători / echipe împărțiți în două grupe de câte patru. Locurile pentru tragerea la sorți sunt determinate de clasamentul ATP la simplu și la dublu în ziua de luni de după ultimul turneu din Circuitul ATP al anului calendaristic. Toate meciurile de simplu se joacă după sistemul cel mai bun din trei seturi (cu tie-break), inclusiv finala. Toate meciurile de dublu se joacă în două seturi cu un Super Tie-break, dacă este nevoie. 

### Schimbarea numelui grupelor
ATP a anunțat că numele grupelor va fi schimbat din obișnuitele A și B în cele ale unor foști campioni ai turneului. În 2015 grupurile au fost redenumite după primii doi campioni: Stan Smith (1970) și Ilie Năstase (1971-1973, 75).

## Puncte acordate și premii
| Etapă                         | Simplu         | Dublu1       | Pucnte  |
| ----------------------------- | -------------- | ------------ | ------- |
| Campion                       | G + 1.560.000$ | G + 245.000$ | G + 900 |
| Finalist                      | G + 510.000$   | G + 83.000$  | G + 400 |
| Faza grupelor - 3 victorii    | 668.000$       | 178.000$     | 600     |
| Faza grupelor - 2 victorii    | 501.000$       | 146.000$     | 400     |
| Faza grupelor - 1 victorii    | 334.000$       | 114.000$     | 200     |
| Faza grupelor - fără victorie | 167.000$       | 82.000$      | 0       |
| Jucătorii de rezervă          | 95.000$        | 32.000$      | -       |

- G reprezintă puncte și premii în bani în grupă.
- 1 Premiile în bani pentru dublu sunt per echipă.

## Jucători calificați

### Simplu
Clasament la 9 noiembrie 2015
- Jucătorii în auriu sunt cei calificați.
- Jucătorul scris cu litere îngroșate a câștigat turneul.
- Jucătorii în auriu închis s-au retras înainte de începerea turneului.
- Jucătorii în roz s-au retras în timpul turneului și au fost înlocuiți de jucători de rezervă.
- Jucătorii în gri sunt confirmați ca jucători de rezervp.[3]
- Jucătorii în alb au declinat prezența ca jucători de rezervă.
- Rundele și punctele scrise cu litere înclinate sunt puncte din alte turnee care au fost înlocuite conform regulilor competiției.

| Loc | Jucător            | Mare Șlem | Mare Șlem | Mare Șlem | Mare Șlem | ATP World Tour Masters 1000 | ATP World Tour Masters 1000 | ATP World Tour Masters 1000 | ATP World Tour Masters 1000 | ATP World Tour Masters 1000 | ATP World Tour Masters 1000 | ATP World Tour Masters 1000 | ATP World Tour Masters 1000 | Cele mai bune alte rezultate | Cele mai bune alte rezultate | Cele mai bune alte rezultate | Cele mai bune alte rezultate | Cele mai bune alte rezultate | Cele mai bune alte rezultate | Total puncte | Turnee |
| --- | ------------------ | --------- | --------- | --------- | --------- | --------------------------- | --------------------------- | --------------------------- | --------------------------- | --------------------------- | --------------------------- | --------------------------- | --------------------------- | ---------------------------- | ---------------------------- | ---------------------------- | ---------------------------- | ---------------------------- | ---------------------------- | ------------ | ------ |
| Loc | Jucător            | AUS       | FRA       | WIM       | USO       | IW                          | MIA                         | MAD                         | ROM                         | CAN                         | CIN                         | SHA                         | PAR                         | 1                            | 2                            | 3                            | 4                            | 5                            | 6                            | Total puncte | Turnee |
| 1   | Novak Djokovic     | C 2000    | F 1200    | C 2000    | C 2000    | C 1000                      | C 1000                      | A 0                         | C 1000                      | F 600                       | F 600                       | C 1000                      | C 1000                      | C 1000                       | C 500                        | F 300                        | SF 45                        | CD 40                        | A 0                          | 15,285       | 17     |
| 2   | Andy Murray        | F 1200    | SE 720    | SE 720    | O 180     | SE 360                      | F 600                       | C 1000                      | O 90                        | C 1000                      | SE 360                      | SE 360                      | F 600                       | C 500                        | CD 350                       | C 250                        | SF 90                        | SF 90                        | A 0                          | 8,470        | 19     |
| 3   | Roger Federer      | R32 90    | SF 360    | F 1200    | F 1200    | F 600                       | A 0                         | R32 10                      | F 600                       | A 0                         | c 1000                      | R32 10                      | O 90                        | C 500                        | C 500                        | C 500                        | C 250                        | C 250                        | O 90                         | 7,340        | 17     |
| 4   | Stanislas Wawrinka | SE 720    | C 2000    | SF 360    | SE 720    | R64 10                      | R32 45                      | O 90                        | SE 360                      | R32 10                      | SF 180                      | SF 180                      | SE 360                      | C 500                        | C 500                        | C 250                        | O 90                         | CD 80                        | O 45                         | 6,500        | 22     |
| 5   | Rafael Nadal       | SF 360    | SF 360    | R64 45    | R32 90    | SF 180                      | R32 45                      | F 600                       | SF 180                      | SF 180                      | O 90                        | SE 360                      | SF 180                      | C 500                        | SE 360                       | F 300                        | F 300                        | C 250                        | C 250                        | 4,630        | 22     |
| 6   | Tomáš Berdych      | SE 720    | O 180     | O 180     | O 180     | SF 180                      | SE 360                      | SE 360                      | SF 180                      | R32 10                      | SF 180                      | SF 180                      | SF 180                      | F 600                        | F 300                        | C 250                        | C 250                        | SE 180                       | F 150                        | 4,620        | 21     |
| 7   | David Ferrer       | O 180     | SF 360    | A 0       | R32 90    | R32 45                      | SF 180                      | SF 180                      | SE 360                      | SE 180                      | SE 180                      | R32 10                      | SE 360                      | C 500                        | C 500                        | C 500                        | C 250                        | C 250                        | SF 180                       | 4,305        | 19     |
| 8   | Kei Nishikori      | SF 360    | SF 360    | R64 45    | R128 10   | R16 90                      | SF 180                      | SE 360                      | SF 180                      | SE 360                      | A 0                         | R16 90                      | R16 90                      | C 500                        | C 500                        | F 300                        | C 250                        | SE 180                       | SE 180                       | 4,035        | 20     |
| 9   | Richard Gasquet    | R32 90    | R16 180   | SE 720    | SF 360    | R64 10                      | R16 45                      | R32 45                      | R32 45                      | A 0                         | SF 180                      | R16 90                      | SF 180                      | C 250                        | C 250                        | SE 180                       | SF 90                        | SE 90                        | R16 45                       | 2,850        | 21     |
| 10  | Jo-Wilfried Tsonga | A 0       | SE 720    | R32 90    | SF 360    | R32 0                       | R32 45                      | R16 90                      | R32 45                      | SF 180                      | R64 10                      | F 600                       | R16 90                      | C 250                        | R16 90                       | R16 45                       | R16 20                       | R32 0                        | CD 0                         | 2,635        | 18     |
| 11  | John Isner         | R16 180   | R32 90    | R32 90    | R64 45    | R16 90                      | SE 360                      | SF 180                      | R16 90                      | SF 180                      | R64 10                      | R16 90                      | QF 180                      | F 300                        | C 250                        | SF 90                        | SF 90                        | SF 90                        | SE 90                        | 2,495        | 25     |

1. ↑  Monte-Carlo Rolex Masters 2015 nu este un turneu obligatoriu și a fost contabilizat la turneele "Cele mai bune alte rezultate".

### Dublu
Clasament la 9 noiembrie 2015
- Jucătorii în auriu sunt cei calificați.
- Jucătorii scriși cu litere îngroșate au câștigat turneul.
- Jucătorii în auriu închis s-au retras înainte de începerea turneului.
- Jucătorii în roz s-au retras în timpul turneului și au fost înlocuiți de jucători de rezervă.
- Jucătorii în gri sunt confirmați ca jucători de rezervă.[3]
- Jucătorii în alb au declinat prezența ca jucători de rezervă.
- Rundele și punctele scrise cu litere înclinate sunt puncte din alte turnee care au fost înlocuite conform regulilor competiției.

| Loc | Echipa                                            | Puncte | Puncte | Puncte | Puncte  | Puncte  | Puncte  | Puncte | Puncte | Puncte  | Puncte  | Puncte | Puncte | Puncte | Puncte | Puncte | Puncte | Puncte | Puncte | Total Puncte | Turnee |
| Loc | Echipa                                            | 1      | 2      | 3      | 4       | 5       | 6       | 7      | 8      | 9       | 10      | 11     | 12     | 13     | 14     | 15     | 16     | 17     | 18     | Total Puncte | Turnee |
| --- | ------------------------------------------------- | ------ | ------ | ------ | ------- | ------- | ------- | ------ | ------ | ------- | ------- | ------ | ------ | ------ | ------ | ------ | ------ | ------ | ------ | ------------ | ------ |
| 1   | Bob Bryan (USA) · Mike Bryan (USA)                | F 1200 | C 1000 | C 1000 | C 1000  | C 500   | SF 360  | C 250  | C 250  | R16 180 | SF 180  | SF 180 | SF 180 | SF 90  | R16 90 | CD 50  | SF 45  | R16 0  | R16 0  | 6,555        | 21     |
| 2   | Jean-Julien Rojer (NED) · Horia Tecău (ROU)       | C 2000 | SE 720 | SE 720 | SF 360  | C 500   | SF 180  | SF 180 | SF 180 | SF 180  | SF 180  | SE 180 | SE 180 | SE 180 | SE 180 | F 150  | F 150  | R16 90 | SF 90  | 6,400        | 21     |
| 3   | Ivan Dodig (CRO) · Marcelo Melo (BRA)             | C 2000 | C 1000 | SE 720 | C 500   | SF 360  | SE 360  | SE 360 | SE 360 | F 300   | SF 180  | R16 0  | R16 0  | R64 0  |        |        |        |        |        | 6,140        | 13     |
| 4   | Jamie Murray (GBR) · John Peers (AUS)             | F 1200 | F 1200 | C 500  | F 325   | F 300   | F 300   | F 300  | C 250  | R16 180 | R16 180 | SF 180 | SF 180 | SF 180 | SF 135 | R16 90 | SF 90  | SF 45  | R32 0  | 5,635        | 25     |
| 5   | Simone Bolelli (ITA) · Fabio Fognini (ITA)        | C 2000 | SE 720 | F 600  | F 600   | F 600   | SE 180  | R16 90 | CD 60  | SF 45   | R32 0   | R16 0  | R64 0  | R16 0  | R64 0  | R16 0  | R16 0  |        |        | 4,895        | 16     |
| 6   | Pierre-Hugues Herbert (FRA) · Nicolas Mahut (FRA) | C 2000 | F 1200 | C 500  | R16 180 | R16 180 | SF 180  | F 150  | F 150  | R16 90  | SF 90   | SF 45  | R16 0  | R16 0  | R16 0  |        |        |        |        | 4,765        | 14     |
| 7   | Marcin Matkowski (POL) · Nenad Zimonjić (SRB)     | F 600  | F 600  | SF 360 | SF 360  | SF 360  | SE 360  | SE 360 | F 300  | SF 180  | SF 180  | SE 180 | SE 180 | SF 90  | SF 90  | SE 90  | R32 0  | R16 0  | R32 0  | 4,290        | 19     |
| 8   | Rohan Bopanna (IND) · Florin Mergea (ROU)         | C 1000 | SE 720 | SF 360 | F 300   | C 250   | R16 180 | SF 180 | SF 180 | SE 180  | F 150   | R16 90 | SF 45  | R32 0  | R16 0  | R16 0  | R16 0  |        |        | 3,635        | 16     |
| 9   | Vasek Pospisil (CAN) · Jack Sock (USA)            | C 1000 | F 600  | F 600  | C 500   | SF 360  | R16 180 | SF 180 | R16 0  | R16 0   | R16 0   | R64 0  | R32 0  |        |        |        |        |        |        | 3,420        | 12     |
| 10  | Alexander Peya (AUT) · Bruno Soares (BRA)         | C 500  | SF 360 | SF 360 | SE 360  | C 250   | SF 180  | SE 180 | SE 180 | SE 180  | SE 180  | F 150  | R32 90 | R16 90 | R16 90 | SF 90  | SF 90  | SE 90  | R32 0  | 3,420        | 25     |

## Sumarul pe zile

### Ziua 1 (15 noiembrie 2015)
| Meciuri                               | Meciuri                         | Meciuri                          | Meciuri               |
| Eveniment                             | Câștigător                      | Învins                           | Scor                  |
| ------------------------------------- | ------------------------------- | -------------------------------- | --------------------- |
| Turneul Campionilor ATP 2015 – Simplu | Novak Djokovic [1]              | Kei Nishikori [8]                | 6–1, 6–1              |
| Turneul Campionilor ATP 2015 – Dublu  | Jamie Murray John Peers [4]     | Simone Bolelli Fabio Fognini [5] | 7–6(7–5), 3–6, [11–9] |
| Turneul Campionilor ATP 2015 – Dublu  | Rohan Bopanna Florin Mergea [8] | Bob Bryan Mike Bryan [1]         | 6–4, 6–3              |
| Turneul Campionilor ATP 2015 – Simplu | Roger Federer [3]               | Tomáš Berdych [6]                | 6–4, 6–2              |

### Ziua a 2-a (16 noiembrie 2015)
| Meciuri                               | Meciuri                           | Meciuri                                 | Meciuri               |
| Eveniment                             | Câștigător                        | Învins                                  | Scor                  |
| ------------------------------------- | --------------------------------- | --------------------------------------- | --------------------- |
| Turneul Campionilor ATP 2015 – Dublu  | Jean-Julien Rojer Horia Tecău [2] | Marcin Matkowski Nenad Zimonjić [7]     | 6–2, 6–4              |
| Turneul Campionilor ATP 2015 – Simplu | Andy Murray [2]                   | David Ferrer [7]                        | 6–4, 6–4              |
| Turneul Campionilor ATP 2015 – Dublu  | Ivan Dodig Marcelo Melo [3]       | Pierre-Hugues Herbert Nicolas Mahut [6] | 3–6, 7–6(7–4), [10–7] |
| Turneul Campionilor ATP 2015 – Simplu | Rafael Nadal [5]                  | Stanislas Wawrinka [4]                  | 6–3, 6–2              |

### Ziua a 3-a (17 noiembrie 2015)
| Meciuri                               | Meciuri                         | Meciuri                          | Meciuri       |
| Eveniment                             | Câștigător                      | Învins                           | Scor          |
| ------------------------------------- | ------------------------------- | -------------------------------- | ------------- |
| Turneul Campionilor ATP 2015 – Dublu  | Rohan Bopanna Florin Mergea [8] | Jamie Murray John Peers [4]      | 6–3, 7–6(7–5) |
| Turneul Campionilor ATP 2015 – Simplu | Kei Nishikori [8]               | Tomáš Berdych [6]                | 7–5, 3–6, 6–3 |
| Turneul Campionilor ATP 2015 – Dublu  | Bob Bryan Mike Bryan [1]        | Simone Bolelli Fabio Fognini [5] | 6–3, 6–2      |
| Turneul Campionilor ATP 2015 – Simplu | Roger Federer [3]               | Novak Djokovic [1]               | 7–5, 6–2      |

### Ziua a 4-a (18 noiembrie 2015)
| Meciuri                               | Meciuri                                 | Meciuri                             | Meciuri          |
| Eveniment                             | Câștigător                              | Învins                              | Scor             |
| ------------------------------------- | --------------------------------------- | ----------------------------------- | ---------------- |
| Turneul Campionilor ATP 2015 – Dublu  | Pierre-Hugues Herbert Nicolas Mahut [6] | Marcin Matkowski Nenad Zimonjić [7] | 5–7, 6–3, [10–8] |
| Turneul Campionilor ATP 2015 – Simplu | Rafael Nadal [5]                        | Andy Murray [2]                     | 6–4, 6–1         |
| Turneul Campionilor ATP 2015 – Dublu  | Jean-Julien Rojer Horia Tecău [2]       | Ivan Dodig Marcelo Melo [3]         | 6–4, 7–6(7–3)    |
| Turneul Campionilor ATP 2015 – Simplu | Stanislas Wawrinka [4]                  | David Ferrer [7]                    | 7−5, 6−2         |

### Ziua a 5-a (19 noiembrie 2015)
| Meciuri                               | Meciuri                          | Meciuri                         | Meciuri                     |
| Eveniment                             | Câștigător                       | Învins                          | Scor                        |
| ------------------------------------- | -------------------------------- | ------------------------------- | --------------------------- |
| Turneul Campionilor ATP 2015 – Dublu  | Simone Bolelli Fabio Fognini [5] | Rohan Bopanna Florin Mergea [8] | 6–4, 1–6, [10–5]            |
| Turneul Campionilor ATP 2015 – Simplu | Roger Federer [3]                | Kei Nishikori [8]               | 7–5, 4–6, 6–4               |
| Turneul Campionilor ATP 2015 – Dublu  | Bob Bryan Mike Bryan [1]         | Jamie Murray John Peers [4]     | 6–7(5–7), 7–6(7–5), [16–14] |
| Turneul Campionilor ATP 2015 – Simplu | Novak Djokovic [1]               | Tomáš Berdych [6]               | 6–3, 7–5                    |

### Ziua a 6-a (20 noiembrie 2015)
| Meciuri                               | Meciuri                           | Meciuri                                 | Meciuri            |
| Eveniment                             | Câștigător                        | Învins                                  | Scor               |
| ------------------------------------- | --------------------------------- | --------------------------------------- | ------------------ |
| Turneul Campionilor ATP 2015 – Dublu  | Ivan Dodig Marcelo Melo [3]       | Marcin Matkowski Nenad Zimonjić [7]     | 3–6, 7–5, [10–6]   |
| Turneul Campionilor ATP 2015 – Simplu | Rafael Nadal [5]                  | David Ferrer [7]                        | 6–7(2–7), 6–3, 6–4 |
| Turneul Campionilor ATP 2015 – Dublu  | Jean-Julien Rojer Horia Tecău [2] | Pierre-Hugues Herbert Nicolas Mahut [6] | 6–4 , 7–5          |
| Turneul Campionilor ATP 2015 – Simplu | Stanislas Wawrinka [4]            | Andy Murray [2]                         | 7-6(7-2), 6-4      |

## Campioni

### Simplu
- Roger Federer vs.  Novak Djokovic  3-6, 4-6

### Dublu
Rohan Bopanna /  Florin Mergea vs.  Jean-Julien Rojer /  Horia Tecău  4-6, 3-6

## Legături externe
- en Site web oficial